# Kunneppu
Kunneppu (jap. 訓子府町 Kunneppu-chō) – miasto w Japonii, w prefekturze Hokkaido, w podprefekturze Ohōtsuku. Według danych na rok 2020 miejscowość zamieszkiwało 4 677 mieszkańców , a gęstość zaludnienia wyniosła 24,5 os./km².